# Липоводолинський район
Липоводоли́нський райо́н — колишній район Сумської області України. Районний центр — смт Липова Долина.

## Географія
Липоводолинський район розташований на південному-заході Сумської області і межує з Гадяцьким, Лохвицьким районами Полтавської області, Недригайлівським, Роменським, Лебединським районами Сумської області.
Площа — 0,9 тис.км. Населення — 20 тис. осіб. Район багатий на запаси нафти, природного газу, пісок, глину, сіль, буре вугілля. Поверхня Липоводолинщини — хвиляста рівнина. На полях вирощують злакові культури — пшеницю, ячмінь, жито, кукурудзу, соняшник, сою.
В урочищі Пробушка росте дуб, вік якого 400 років. Його висота 40 метрів, діаметр стовбура — 2 метри, крони 20 метрів. У селі Підставки є дуб, якому майже 300 років (висота 30 м, діаметр стовбура 110 см, діаметр крони — 30 метрів). Історія пов'язує дуб-старожил з ім'ям Петра І.
Гідрологічний природо-заповідний об'єкт — криниця біля с. Антоненкове. Її вода має прекрасні смакові якості. У с. Капустинці у сільському парку є зменшена копія ялтинського «Ластівничого гнізда». Вона прикрашає куточок парку.

## Історія
Населення на території краю з'явилось близько 15 тис. років тому. Про це свідчать залишки матеріальної культури, знайдені в розкопаних могильниках. На території району виявлене поселення доби неоліту біля села Іванівка, і поселення сіверян поблизу Капустинців.
Першою відомою датою в історії Липової Долини став 1647 рік. У 1647 році французький посол Гійом Левассер де Боплан, відвідавши Україну, поділився своїми враженнями від подорожі в книзі «Опис України». Вміщена у праці карта свідчить про існування у верхів'ї Хоролу такого поселення, як Липова Долина. У ній тоді налічувалося 150 дворів.
У 1648–1654 роках в результаті визвольної війни село увійшло до складу Миргородського полку.
На початку вісімнадцятого століття шведські війська Карла ХІІ, просуваючись із Новгород-Сіверського до Полтави, пройшли і через Липову Долину. Ставка короля була в Русанівці, а в Липовій Долині знаходився госпіталь шведів.
У 1764 році Катерина ІІ подарувала Липову Долину гетьману України Кирилові Розумовському. В цей час село стало входить до Гадяцького полку.
У 1802 році село стало волосним центром спочатку Глинського, а через рік — Гадяцького повіту.
Під кінець дев'ятнадцятого століття переважна більшість землі в окрузі Липової Долини належала поміщикам Туманським (5.5 тисяч десятин). Селяни користувались невеликими наділами.
У 1884 році на території Липової Долини було 728 господарств і проживало 4335 осіб.
Дев'ятнадцяте століття ознаменувалося активним проривом у розвитку культури на селі. Так, у 1840 році в Липовій Долині відкрили парафіяльну школу. У 1877 році відкривається однокласне сільське народне училище. Наприкінці дев'ятнадцятого століття в Липовій Долині відкрили фельдшерський пункт, що обслуговував населення всієї волості.
У 1923 році Липова Долина стала районним центром Роменського округу. В цей час у селі відкрито медичну дільницю, а методом самооподаткування жителі збудували лікарню. В ній працював один лікар і три середніх медичних працівники. У 1919 році відновила роботу початкова школа, яка з часом перетворена в семирічку. У 1922 році в ній навчалося 207 учнів.
У 1931 році Липова Долина увійшла до складу Роменського району, а в 1935 році — стала районним центром Харківської, а з 1939 року — Сумської області.
У роки Другої світової війни 1941—1945 років до діючої армії було направлено 3598 уродженців і жителів району. Всього ж було мобілізовано близько семи тисяч, з яких більше п'яти тисяч жителів району не повернулися додому. За час бойових дій та окупації район зазнав величезних збитків, що склав близько 370 млн карбованців. Повністю район було визволено тринадцятого вересня 1943 року.

## Адміністративний устрій
Район адміністративно-територіально ділиться на 1 селищну та 18 сільських рад, які об'єднують 68 населених пунктів та підпорядковані Липоводолинській районній раді.
У травні 2008 року з обліку було знято село Перемога.

## Населення
Розподіл населення за віком та статтю (2001)
| Стать | Всього | До 15 років | 15-24 | 25-44 | 45-64 | 65-85 | Понад 85 |
| --- | ------ | ----------- | ----- | ----- | ----- | ----- | -------- |
| Чоловіки | 10 738 | 2058        | 1447  | 3287  | 2583  | 1309  | 54       |
| Жінки | 12 760 | 1949        | 1218  | 3100  | 3117  | 3024  | 352      |
| \| Статево-вікова піраміда \| Статево-вікова піраміда \| Статево-вікова піраміда \| \| ----------------------- \| ----------------------- \| ----------------------- \| \| Чоловіки \| Вік \| Жінки \| \| 54 \| 85 + \| 352 \| \| 122 \| 80-84 \| 458 \| \| 281 \| 75-79 \| 888 \| \| 438 \| 70-74 \| 1011 \| \| 468 \| 65-69 \| 667 \| \| 722 \| 60-64 \| 1045 \| \| 435 \| 55-59 \| 561 \| \| 718 \| 50-54 \| 754 \| \| 708 \| 45-49 \| 757 \| \| 802 \| 40-44 \| 787 \| \| 843 \| 35-39 \| 767 \| \| 812 \| 30-34 \| 775 \| \| 830 \| 25-29 \| 771 \| \| 716 \| 20-24 \| 633 \| \| 731 \| 15-20 \| 585 \| \| 818 \| 10-14 \| 777 \| \| 704 \| 5-9 \| 650 \| \| 536 \| 0-4 \| 522 \| |        |             |       |       |       |       |          |
| Статево-вікова піраміда |        |             |       |       |       |       |          |
| Чоловіки | Вік    | Жінки       |       |       |       |       |          |
| 54 | 85 +   | 352         |       |       |       |       |          |
| 122 | 80-84  | 458         |       |       |       |       |          |
| 281 | 75-79  | 888         |       |       |       |       |          |
| 438 | 70-74  | 1011        |       |       |       |       |          |
| 468 | 65-69  | 667         |       |       |       |       |          |
| 722 | 60-64  | 1045        |       |       |       |       |          |
| 435 | 55-59  | 561         |       |       |       |       |          |
| 718 | 50-54  | 754         |       |       |       |       |          |
| 708 | 45-49  | 757         |       |       |       |       |          |
| 802 | 40-44  | 787         |       |       |       |       |          |
| 843 | 35-39  | 767         |       |       |       |       |          |
| 812 | 30-34  | 775         |       |       |       |       |          |
| 830 | 25-29  | 771         |       |       |       |       |          |
| 716 | 20-24  | 633         |       |       |       |       |          |
| 731 | 15-20  | 585         |       |       |       |       |          |
| 818 | 10-14  | 777         |       |       |       |       |          |
| 704 | 5-9    | 650         |       |       |       |       |          |
| 536 | 0-4    | 522         |       |       |       |       |          |

Національний склад населення за даними перепису 2001 року:
| Національність | Кількість осіб | Відсоток |
| -------------- | -------------- | -------- |
| українці       | 22898          | 97,45 %  |
| росіяни        | 421            | 1,76 %   |
| молдовани      | 36             | 0,15 %   |
| білоруси       | 33             | 0,14 %   |
| вірмени        | 31             | 0,13 %   |
| інші           | 79             | 0,34 %   |

Мовний склад населення за даними перепису 2001 року:
| Мова       | Кількість осіб | Відсоток |
| ---------- | -------------- | -------- |
| українська | 22965          | 97,73 %  |
| російська  | 435            | 1,85 %   |
| молдовська | 24             | 0,10 %   |
| вірменська | 21             | 0,09 %   |
| білоруська | 10             | 0,04 %   |
| інші       | 43             | 0,18 %   |

## Політика
25 травня 2014 року відбулися Президентські вибори України. У межах Липоводолинського району було створено 25 виборчих дільниць. Явка на виборах складала — 71,39 % (проголосували 11 156 із 15 626 виборців). Найбільшу кількість голосів отримав Петро Порошенко — 51,07 % (5 697 виборців); Юлія Тимошенко — 18,65 % (2 081 виборців), Олег Ляшко — 16,90 % (1 885 виборців), Анатолій Гриценко — 3,75 % (418 виборців), Сергій Тігіпко — 2,47 % (276 виборців). Решта кандидатів набрали меншу кількість голосів. Кількість недійсних або зіпсованих бюлетенів — 0,78 %.

## Пам'ятки
У Липоводолинському районі Сумської області на обліку перебуває 29 пам'яток історії.
У Липоводолинському районі Сумської області на обліку перебуває 3 пам'ятки архітектури.

## Персоналії
Липоводолинщина виховала 6 Героїв Радянського Союзу, прізвища яких навічно викарбувані на гранітних стелах Алеї Героїв в селищі Липова Долина.
Далеко за межами України відоме ім'я уродженця Липоводолинщини живописця і поета Онацького Никанора Харитоновича. Він був засновником і першим директором Сумського художнього музею, який тепер носить його ім'я.
Відомий в Україні уродженець села Русанівка Леонід Новиченко — критик, літературознавець, академік Національної Академії наук, ім'я якого носить районна бібліотека та вулиця селища.
Брати Омельченко Микола Михайлович та Омельченко Василь Михайлович прославились своєю письменницькою та журналістською діяльністю.
Картини відомого художника Авраменка Івана Гавриловича демонструються в багатьох музеях України.